# Gam
Gam er parallel til begrebet Hræsvælg i nordisk mytologi. Det var en jætte som herskede over vind og vand. Kaldtes "ligslugeren". Optræder i eventyr og folkeviser.